# 英格利希·加德纳
英格利希·加德纳（英語：English Gardner，1992年4月22日—）是一名专长于100米赛跑的美国短跑运动员。她曾代表美国队参加2016年里约奥运，结果在女子4×100米接力项目上夺得冠军。